# Fondacija Zavičajna kuća
Fondacija Zavičajna kuća osnovana je u Sremskim Karlovcima kao nevladina, neprofitna organizacija, sa osnovnim ciljem zaštite zavičajnog nasleđa Podunavskih Švaba.
U sklopu Fondacije postoji muzej kroz čiju se etno postavku predstavlja seosko domaćinstvo Podunavskih Švaba u 18. veku.
Fondacija je organizator Festivala kuglofa, manifestacije koja se tradicionalno održava od 2002. godine i izdavač glasila Fenster, kao jedinog štampanog glasila u Srbiji na nemačkom jeziku.

## Ciljevi
Ciljevi i delatnost Fondacije su:
- revitalizacije izvorne kulture Podunavskih Švaba i njenih vrednosti
- negovanje tradicije i običaja
- podržavanja istraživanja i stvaralaštva iz oblasti kulture, istorije, jezika i publicistike
- promovisanje demokratskih vrednosti, evropskih integracija i međunarodnog razumevanja
- negovanje dobrosusedskih odnosa
- ekologija
- očuvanja životne sredine
- javno informisanje
- promovisanje i popularizacija nauke, obrazovanja, i umetnosti

Fondacija ostvaruje svoje ciljeve:
- negovanjem, razvijanjem i očuvanjem, kulture, jezika, tradicije, običaja i stvaralaštva Podunavskih Švaba
- sakupljanjem dela usmene književnosti, običaja, etno muzike i folklora Podunavskih Švaba
- javnog informisanja na nemačkom i srpskom jeziku
- izdavačke delatnosti na nemačkom i srpskom jeziku
- organizovanja tribina, okruglih stolova, predavanja, edukativnih radionica i letnjih kampova u zemlji i inostranstvu, u cilju učenja i

negovanja nemačkog jezika, običaja, tradicije i kulture
- uspostavljanje kontakata i saradnje sa drugim fondacijama i organizacijama u Srbiji i inostranstvu
- prikupljanja lokalnih narodnih nošnji Podunavskih Švaba i predmeta iz domaćinstva
- sakupljanja, beleženja i objavljivanja predanja Podunavskih Švaba
- organizovanjem muzejske etno postavke i etno prodavnice suvenira
- organizovanjem manifestacija turističkog značaja
- organizovanjem specijalizovanog restorana tradicionalne hrane.

## Priznanja Fondacije
- Priznanje za čestitost, dodeljuje se fizičkim i pravnim licima čije su ideje i aktivnosti, u dužem vremenskom periodu, prepoznate kao doprinos toleranciji, dobrosusedskim odnosima i suživotu.[4]
- Povelja za doprinos radu Fondacije, dodeljuje se volonterima Fondacije koji su svojim radom doprineli podizanju ugleda Fondacije i obogatili njegove aktivnosti.
- Knjiga donatora Fondacije, sadrži spisak i osnovne podatke donatora i opis donacije.
- Knjigu laureata Festivala kuglofa, dodeljuje se izlagaču - proizvođaču kuglofa koji je od strane žirija ocenjen kao najbolji.

## Spoljašnje veze
- Zvanični veb-sajt